# Voyage of the Little Mermaid
Voyage of the Little Mermaid est un spectacle de type comédie musicale donné depuis 1992 dans le parc Disney's Hollywood Studios (anciennement Disney-MGM Studios) en Floride ayant pour sujet le film La Petite Sirène (1989).
Le succès de l'attraction poussa Disney à concevoir une attraction plus proche des comédies musicales sur La Belle et la Bête en 1993 et qui fut adaptée en une véritable comédie musicale à Broadway en 1994. L'attraction sur la Petite Sirène doit elle aussi être adaptée fin 2007 : La Petite Sirène.

## L'attraction
L'attraction se situe dans une salle précédemment dénommée Walt Disney Theater, mais elle fut remplacée par une attraction sur les Muppets, qui déménagea elle de l'autre côté de parc en mai 1991. Un nouveau Walt Disney Theater fut construit juste derrière.
- Ouverture : 7 janvier 1992[1]
- Durée : 15 minutes
- Type d'attraction : Comédie musicale
- Situation : 28° 21′ 27″ N, 81° 33′ 39″ O
- Attractions précédentes :
  - Walt Disney Theater une salle de présentation des derniers films Disney associée à l'attraction Inside the Magic (devenue Studio Backlot Tour).
  - Here Come The Muppets du 25 mai 1990 au 16 mai 1991[2]

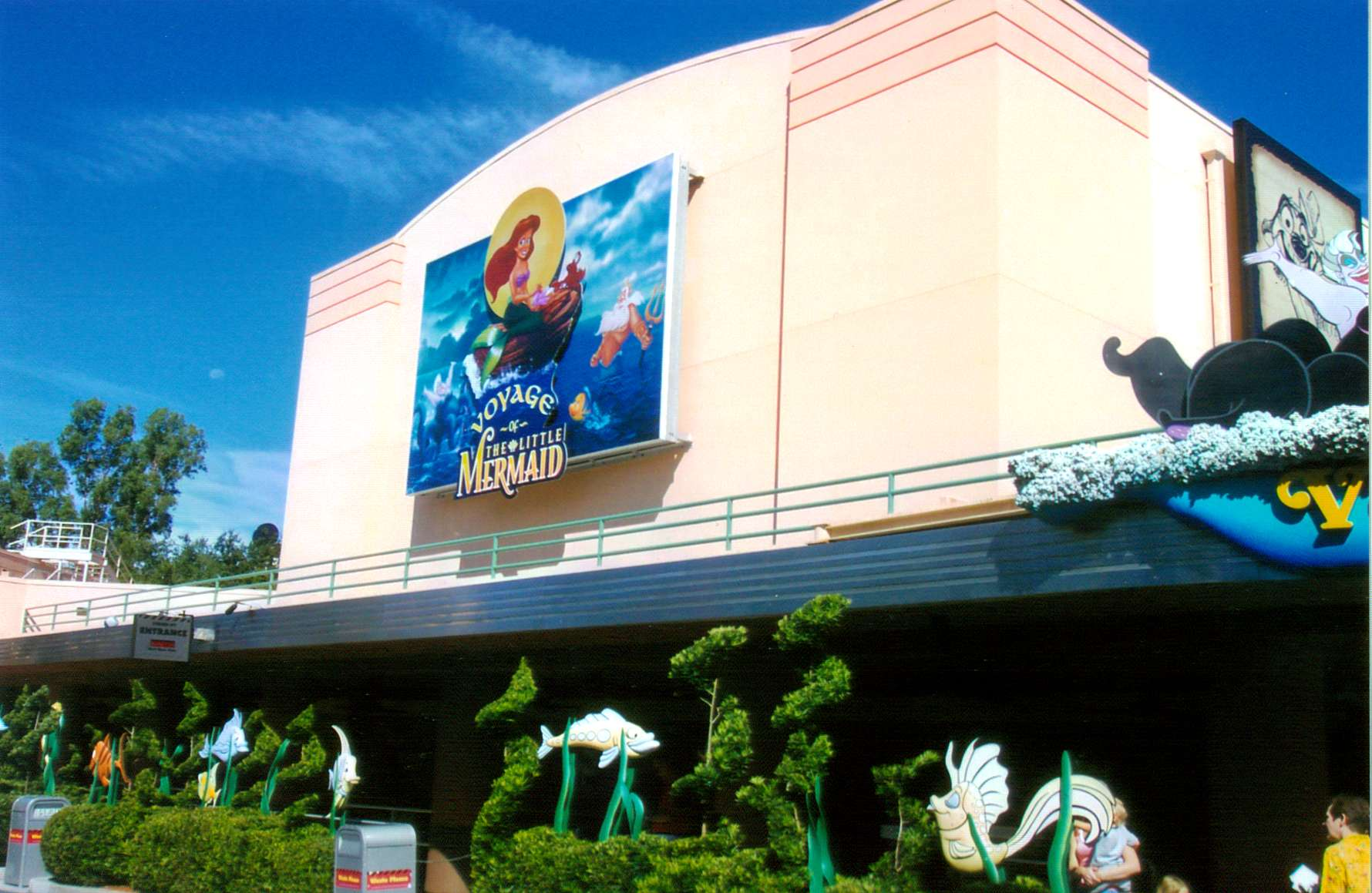
L'entrée de l'attraction